# La Chapelle-Saint-Martin
La Chapelle-Saint-Martin is een gemeente in het Franse departement Savoie (regio Auvergne-Rhône-Alpes) en telt 84 inwoners (1999). De plaats maakt deel uit van het arrondissement Chambéry.

## Geografie
De oppervlakte van La Chapelle-Saint-Martin bedraagt 2,6 km², de bevolkingsdichtheid is 32,3 inwoners per km².
De onderstaande kaart toont de ligging van La Chapelle-Saint-Martin met de belangrijkste infrastructuur en aangrenzende gemeenten.

## Demografie
Onderstaande figuur toont het verloop van het inwonertal (bron: INSEE-tellingen).